# Automeris morescoides
Automeris morescoides är en fjärilsart som beskrevs av Eugène Louis Bouvier 1929. Automeris morescoides ingår i släktet Automeris och familjen påfågelsspinnare. Inga underarter finns listade i Catalogue of Life.